# Popstrangers
Popstrangers est un groupe de rock néo-zélandais, originaire de Wellington. Il est influencé tant par la scène rock indépendante néo-zélandaise et certains de ses représentants comme The Gordons ou The Chills que par des groupes tels que Nirvana, The Pixies ou encore Sonic Youth.

## Biographie
Le groupe se forme en 2009 à Wellington, à la suite de la rencontre entre le chanteur et guitariste Joel Flyger, le bassiste Adam Page et le batteur Elliott Rawson. Rapidement, David Larson remplace le premier batteur. En 2010, Happy Accidents, un EP, est publié ce qui vaut au groupe une certaine reconnaissance auprès des radio alternatives néo-zélandaise. En 2011 le groupe est nommé aux New Zealand Music Award for Critics' Choice Prize. Ils signent brièvement sur le label Flying Nun Records, mais sans rien y publier.
Ils rejoignent, en 2012, le label américain Carpark Records. Le premier album du groupe baptisé Antipodes est publié le 26 février 2013. À la suite de cette publication, le groupe effectue une longue tournée en Europe et en Amérique du nord. Le groupe quitte la Nouvelle-Zélande pour s'installer à Londres, c'est là qu'ils enregistrent un nouveau single, Rats in The Palm trees, publié à l'automne 2013,. Au printemps 2014, ils publient Fortuna leur deuxième album, lui aussi enregistré à Londres,,.
En 2015, le groupe publie le clip du morceau Heaven, issu de Fortuna. Depuis cette date, le groupe ne semble plus actif et son site web est fermé.